# Уэствуд-Лейкс
Уэствуд-Лейкс (англ. Westwood Lakes) — статистически обособленная местность, расположенная в округе Майами-Дейд (штат Флорида, США) с населением в 12 005 человек по статистическим данным переписи 2000 года.

## География
По данным Бюро переписи населения США статистически обособленная местность Уэствуд-Лейкс имеет общую площадь в 4,66 квадратных километров, из которых 4,4 кв. километров занимает земля и 0,26 кв. километров — вода. Площадь водных ресурсов округа составляет 5,58 % от всей его площади.
Статистически обособленная местность Уэствуд-Лейкс расположена на высоте 1 м над уровнем моря.

## Демография
| Год переписи        | Нас.  |  | %±     |
| ------------------- | ----- |  | ------ |
| 1960                | 22517 |  | —      |
| 1970                | 12811 |  | −43,1% |
| 1980                | 11478 |  | −10,4% |
| 1990                | 11522 |  | 0,4%   |
| 2000                | 12005 |  | 4,2%   |
| 1960–2000 Источник: |       |  |        |

По данным переписи населения 2000 года в Уэствуд-Лейкс проживало 12 005 человек, 2969 семей, насчитывалось 3477 домашних хозяйств и 3524 жилых дома. Средняя плотность населения составляла около 2576,18 человек на один квадратный километр. Расовый состав населённого пункта распределился следующим образом: 92,95 % белых, 0,79 % — чёрных или афроамериканцев, 0,09 % — коренных американцев, 1,07 % — азиатов, 2,22 % — представителей смешанных рас, 2,87 % — других народностей. Испаноговорящие составили 76,33 % от всех жителей статистически обособленной местности.
Из 3477 домашних хозяйств в 33,6 % воспитывали детей в возрасте до 18 лет, 65,5 % представляли собой совместно проживающие супружеские пары, в 15,0 % семей женщины проживали без мужей, 14,6 % не имели семей. 10,8 % от общего числа семей на момент переписи жили самостоятельно, при этом 5,4 % составили одинокие пожилые люди в возрасте 65 лет и старше. Средний размер домашнего хозяйства составил 3,41 человек, а средний размер семьи — 3,54 человек.
Население статистически обособленной местности по возрастному диапазону по данным переписи 2000 года распределилось следующим образом: 21,1 % — жители младше 18 лет, 7,7 % — между 18 и 24 годами, 28,8 % — от 25 до 44 лет, 25,3 % — от 45 до 64 лет и 17,0 % — в возрасте 65 лет и старше. Средний возраст жителей составил 39 лет. На каждые 100 женщин в Уэствуд-Лейкс приходилось 92,0 мужчин, при этом на каждые сто женщин 18 лет и старше приходилось 89,4 мужчин также старше 18 лет.
Средний доход на одно домашнее хозяйство статистически обособленной местности составил 44 602 доллара США, а средний доход на одну семью — 46 262 доллара. При этом мужчины имели средний доход в 27 416 долларов США в год против 24 896 долларов среднегодового дохода у женщин. Доход на душу населения статистически обособленной местности составил 44 602 доллара в год. 7,4 % от всего числа семей в населённом пункте и 9,6 % от всей численности населения находилось на момент переписи населения за чертой бедности, при этом 12,7 % из них были моложе 18 лет и 10,3 % — в возрасте 65 лет и старше.